# Hispanofonie
De term hispanofonie (Spaans: hispanoparlante, hispanohablante of hispanófono) betekent de Spaanstalige wereld en mensen die Spaans spreken. Dit kunnen landen zijn waar het Spaans de officiële taal is, maar ook landen met het Spaans als tweede of derde taal. Het woord hispanofonie is afgeleid van Hispania, de Latijnse naam voor het Iberisch Schiereiland.
De cultuur van de hispanofonie vindt men buiten Spanje ook in Latijns-Amerika. Dit is een gevolg van het Spaanse koloniale rijk.
Het Spaans is een van de grootste talen ter wereld (het wordt beschouwd als een wereldtaal). Er wordt geschat dat er wereldwijd 417 miljoen mensen Spaans spreken, vooral in Latijns-Amerika (350 miljoen).

## Spaanstalige wereld
| Land                   | Bevolking   | Plaats | Plaats in de wereld | Opmerkingen                              |
| ---------------------- | ----------- | ------ | ------------------- | ---------------------------------------- |
| Mexico                 | 106.535.000 | 1      | 11                  | Schatting van VN                         |
| Spanje                 | 46.063.511  | 2      | 28                  | Officiële schatting van INE              |
| Colombia               | 44.090.118  | 3      | 29                  | Officiële Colombiaanse bevolkingscijfers |
| Argentinië             | 41.000.000  | 4      | 30                  | Officiële schatting van INDEC            |
| Peru                   | 28.750.770  | 5      | 40                  | Officiële schatting van INEI             |
| Verenigde Staten       | 28.100.000  | 6      | (3)                 | 2000 U.S. Census                         |
| Venezuela              | 27.877.000  | 7      | 42                  | Officiële Venezolaanse bevolkingscijfers |
| Chili                  | 16.598.074  | 8      | 60                  | Officiële projectie van INE              |
| Guatemala              | 13.354.000  | 9      | 67                  | Schatting van VN                         |
| Ecuador                | 13.341.000  | 10     | 69                  | Schatting van VN                         |
| Cuba                   | 11.268.000  | 11     | 73                  | Schatting van VN                         |
| Dominicaanse Republiek | 9.760.000   | 12     | 82                  | Schatting van VN                         |
| Bolivia                | 9.525.000   | 13     | 86                  | Schatting van VN                         |
| Honduras               | 7.106.000   | 14     | 97                  | Schatting van VN                         |
| El Salvador            | 6.857.000   | 15     | 98                  | Schatting van VN                         |
| Paraguay               | 6.127.000   | 16     | 103                 | Schatting van VN                         |
| Nicaragua              | 5.603.000   | 17     | 107                 | Schatting van VN                         |
| Costa Rica             | 4.468.000   | 18     | 117                 | Schatting van VN                         |
| Puerto Rico            | 3.991.000   | 19     | 125                 | Schatting van VN                         |
| Panama                 | 3.343.000   | 20     | 131                 | Schatting van VN                         |
| Uruguay                | 3.340.000   | 21     | 132                 | Schatting van VN                         |
| Equatoriaal-Guinea     | 507.000     | 22     | 164                 | Schatting van VN                         |
| Belize                 | 88.121      | 23     | 175                 | Telling uit 2000                         |
| Andorra                | 81.200      | 24     | 193                 |                                          |

## Voetnoten
1. ↑  Volgens een telling uit 2000 wordt er in de Verenigde Staten door ongeveer 28,1 miljoen mensen van vijf jaar of ouder thuis Spaans gesproken. 2000 Census, Language in the US (PDF). Gearchiveerd op 5 juni 2007. Geraadpleegd op 5 juni 2007.

Afrikaans · 
Frans · Nederlands · 
Portugees · 
Romaans · 
Turks

Hispanidad · 
Hispanofonie · 
Lusophonia